# Ngựa Appaloosa
Ngựa Appaloosa là một giống ngựa của Mỹ nổi tiếng với mẫu lông đốm màu sắc của nó. Màu sắc hoa văn của mỗi con ngựa là di truyền kết quả của mô hình đốm khác nhau. Các mô hình màu của Appaloosa là mối quan tâm của những người nghiên cứu di truyền màu lông ngựa. Chúng được gây giống bởi Nez Percé ở Idaho, Hoa Kỳ, từ một con ngựa Á Châu nổi tiếng ở Âu Châu trong thời kỳ Trung Cổ.
Loại ngựa này được khám phá năm 1805 với Nez Percé là chủ. Phần trước của loại ngựa này thường là một màu nhưng hay có những điểm tròn màu sậm ở đùi và mông. Nổi tiếng thông minh, nhanh và bền bỉ. Thường được dùng trong các buổi trình diễn. Có khoảng 1.4 m và nặng khoảng 500 kg.

## Lịch sử
Hình ảnh của ngựa thuần hóa với các mẫu đốm xuất hiện trong tác phẩm nghệ thuật từ Hy Lạp cổ đại và Hán triều đại Trung Hoa qua các thời kỳ cận đại. Appaloosa là một trong những giống phổ biến nhất tại Hoa Kỳ. Appaloosas đã được sử dụng trong nhiều bộ phim; một Appaloosa là linh vật cho Seminoles bang Florida.
Nghiên cứu gần đây đã cho thấy rằng bức tranh hang động thời tiền sử Eurasian miêu tả con ngựa con báo đốm có thể có chính xác phản ánh một kiểu hình của con ngựa hoang dã cổ xưa. Những người Nez Perce sống trong những gì ngày hôm nay là phía đông Washington, Oregon, và miền tây Idaho, nơi họ tham gia vào nông nghiệp cũng như chăn nuôi ngựa. Họ đã tận dụng thực tế là họ đã sống ở nước có ngựa giống tuyệt vời, tương đối an toàn từ các cuộc tấn công của các bộ tộc khác

## Đặc điểm

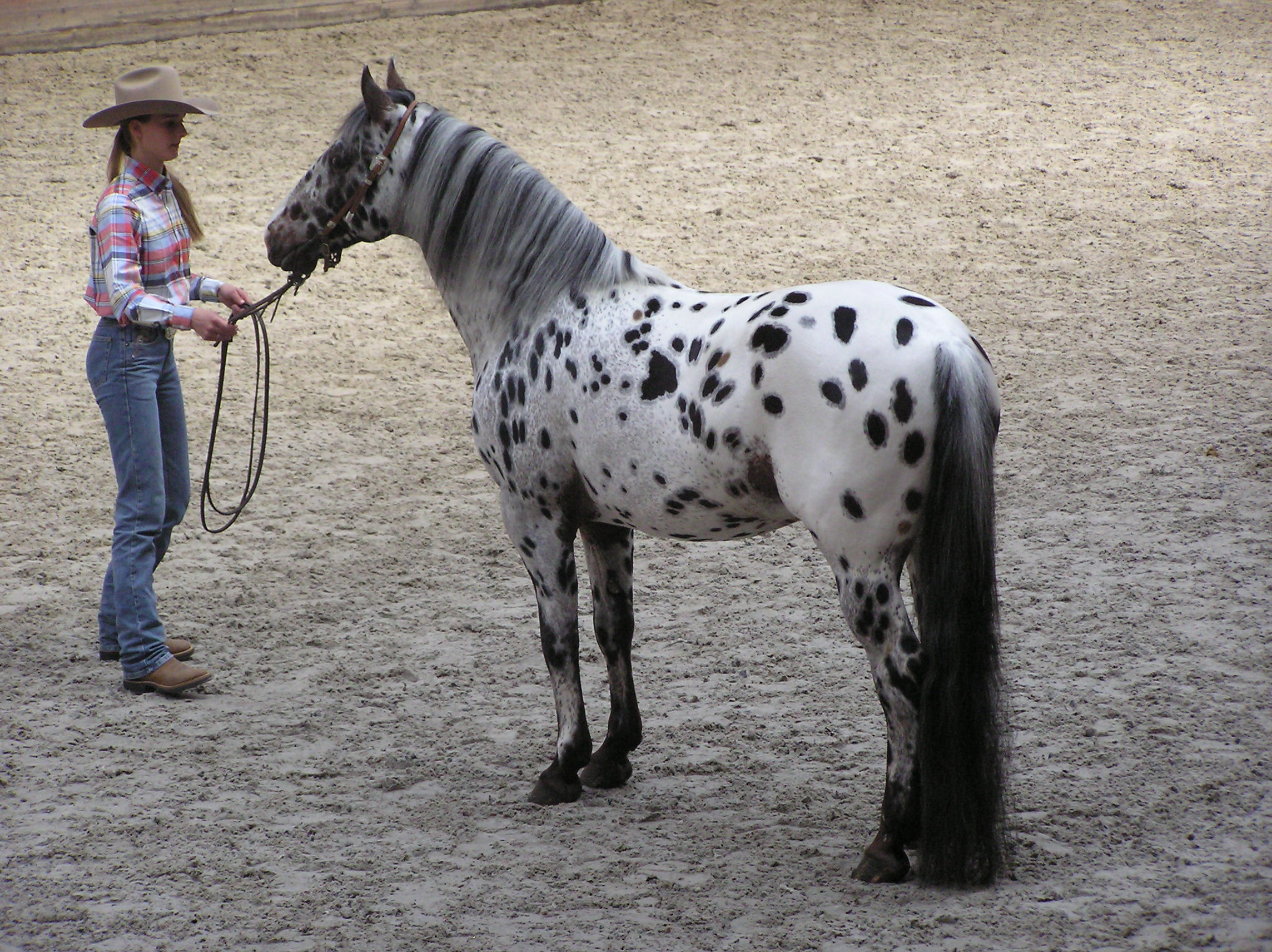

Có ba khác biệt "cốt lõi" của ngựa là da lốm đốm, móng sọc, và đôi mắt với một màng cứng màu trắng những vết lốm đốm da thường thấy xung quanh mõm, mắt, hậu môn, cơ quan sinh dục vó sọc là một đặc điểm chung, khá đáng chú ý trên Appaloosas, nhưng không phải duy nhất. Phạm vi trọng lượng chúng thay đổi từ 950 đến 1250 bảng Anh (430–570 kg), chiều cao từ 56-64 inches, 142–163 cm). Bất kỳ con ngựa đó cho thấy đặc điểm cốt lõi của Appaloosa, da lốm đốm, móng sọc, và một màng cứng màu trắng có thể nhìn thấy. Không phải mọi Appaloosa có thể nhìn thấy đốm lông.